# Петухов, Александр Анатольевич
Алекса́ндр Анато́льевич Петухо́в (каз. Александр Петухов; род. 11 января 1985, Джезказган) — казахстанский футболист, вратарь и тренер.

## Карьера
Начинал карьеру в «Атырау». В 2003—2005 годах играл за дубль казанского «Рубина» (41 матч в первенстве дублёров, 72 пропущенных гола, 1 забитый), в 2006 году играл за «Рубин-2» во Втором дивизионе России.
С 2006 года выступает за костанайский «Тобол». В составе «Тобола» обладатель Кубка Казахстана 2007 года, второй призёр чемпионата Казахстана 2007, 2008. В сезоне 2008 получил вызов в сборную страны.
В 2010 году мог перейти в клуб из Премьер-лиги России «Сибирь», но решил остаться в «Тоболе» как минимум на год. В составе костанайского клуба впервые стал чемпионом страны. В этом же сезоне вошёл в список 33 лучших футболистов Премьер-лиги Казахстана. Перед началом нового сезона на сборах в Турции продлил контракт с клубом на один год.
15 января 2011 года дебютировал в Кубке Содружества в матче с узбекским «Бунёдкором». В матче с армянской «Микой» Петухов был признан лучшим игроком матча.
После ухода Нурбола Жумаскалиева из «Тобола», Петухов стал новым капитаном команды. В июне 2011 года дебютировал в квалификационном раунде Лиги чемпионов в игре против братиславского «Слована».
Вторую часть сезона 2011 был вынужден пропустить из-за травмы. В феврале 2012 года продлил контракт с клубом.
С января 2019 года — тренер вратарей в «Кызыл-Жаре». С марта 2022 — также тренер вратарей в сборной Казахстана.

## Достижения
- Чемпион Казахстана: 2010
- Обладатель Кубка Казахстана: 2007
- Победитель Кубка Интертото: 2007